# Reyixtla
Reyixtla är en ort i Mexiko.   Den ligger i kommunen Ixhuatlán de Madero och delstaten Veracruz, i den sydöstra delen av landet, 200 km nordost om huvudstaden Mexico City. Reyixtla ligger 279 meter över havet och antalet invånare är 525.
Terrängen runt Reyixtla är kuperad, och sluttar österut. Runt Reyixtla är det ganska tätbefolkat, med 120 invånare per kvadratkilometer. Närmaste större samhälle är Benito Juárez, 15,7 km väster om Reyixtla. Trakten runt Reyixtla består till största delen av jordbruksmark.